# Józef Skoczek
Józef Stanisław Skoczek (ur. 28 listopada 1903 w Zalesiu, zm. 26 kwietnia 1966 w Krakowie) – polski historyk kultury oświaty i wychowania. 

## Życiorys
Studiował we Lwowie, tamże uzyskał doktorat w 1926 roku pod kierunkiem Jana Ptaśnika. Pracownik Archiwum miasta Lwowa 1923-1939. W okresie II wojny światowej pracował w Ukraińskiej Akademii Nauk (dział bibliograficzny) i we Lwowskim Archiwum Państwowym. Od 1946 w Krakowie. Habilitacja w 1946 na KUL. wykładowca na UJ – 1954 – docent, profesor nadzwyczajny 1964. Od 1958 również wykładowca WSP w Katowicach. Przed wojną zajmował się historią Lwowa, po 1945 oświatą i kulturą w Rzeczypospolitej. Pochowany na cmentarzu Rakowickim w Krakowie.

## Wybrane publikacje
- Publikacje Józefa Skoczka w katalogu Biblioteki Narodowej